# Suzuki Swace
Suzuki Swace – hybrydowy samochód osobowy klasy kompaktowej produkowany pod japońską marką Suzuki od 2020 roku.

## Historia i opis modelu

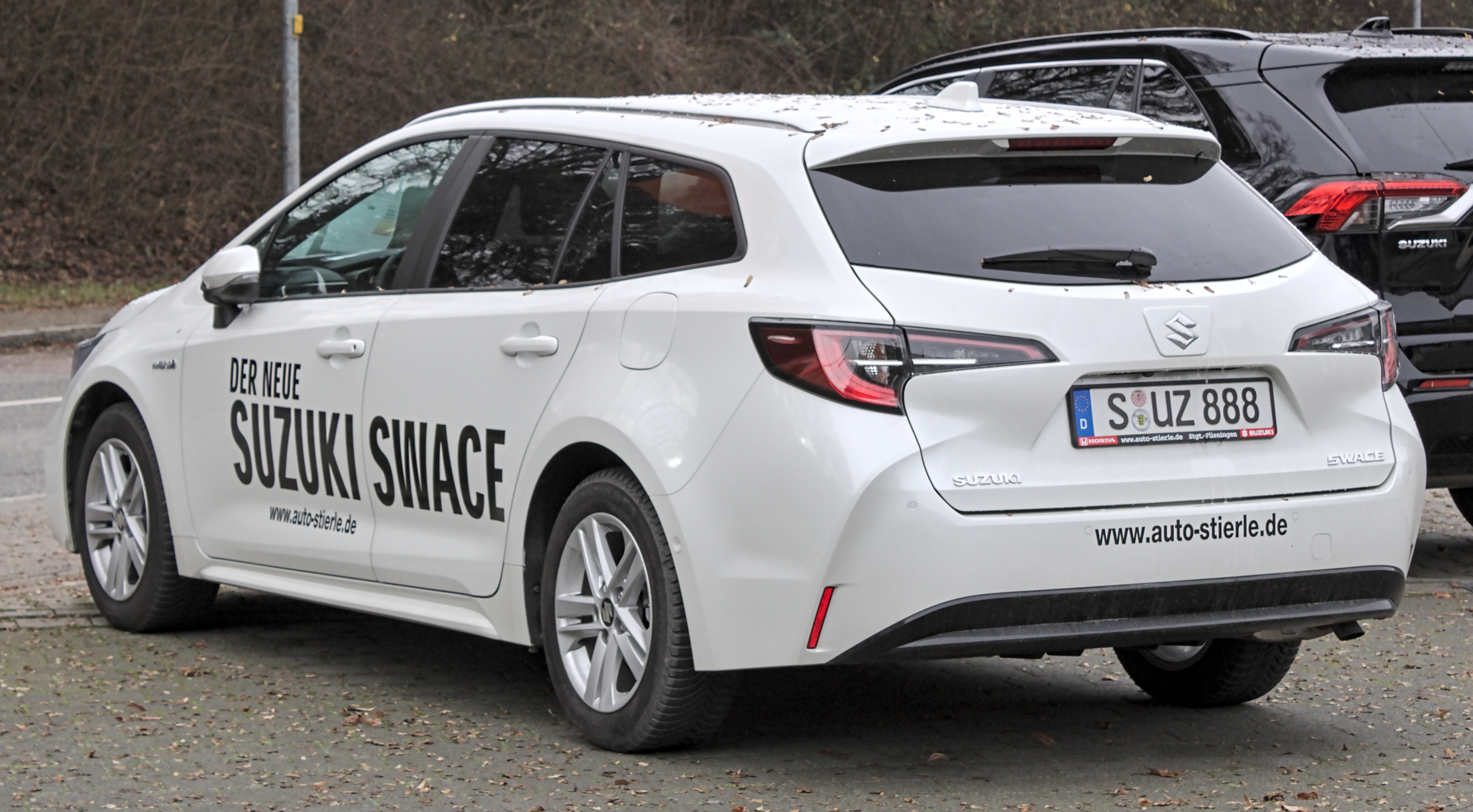
Suzuki Swace – tył

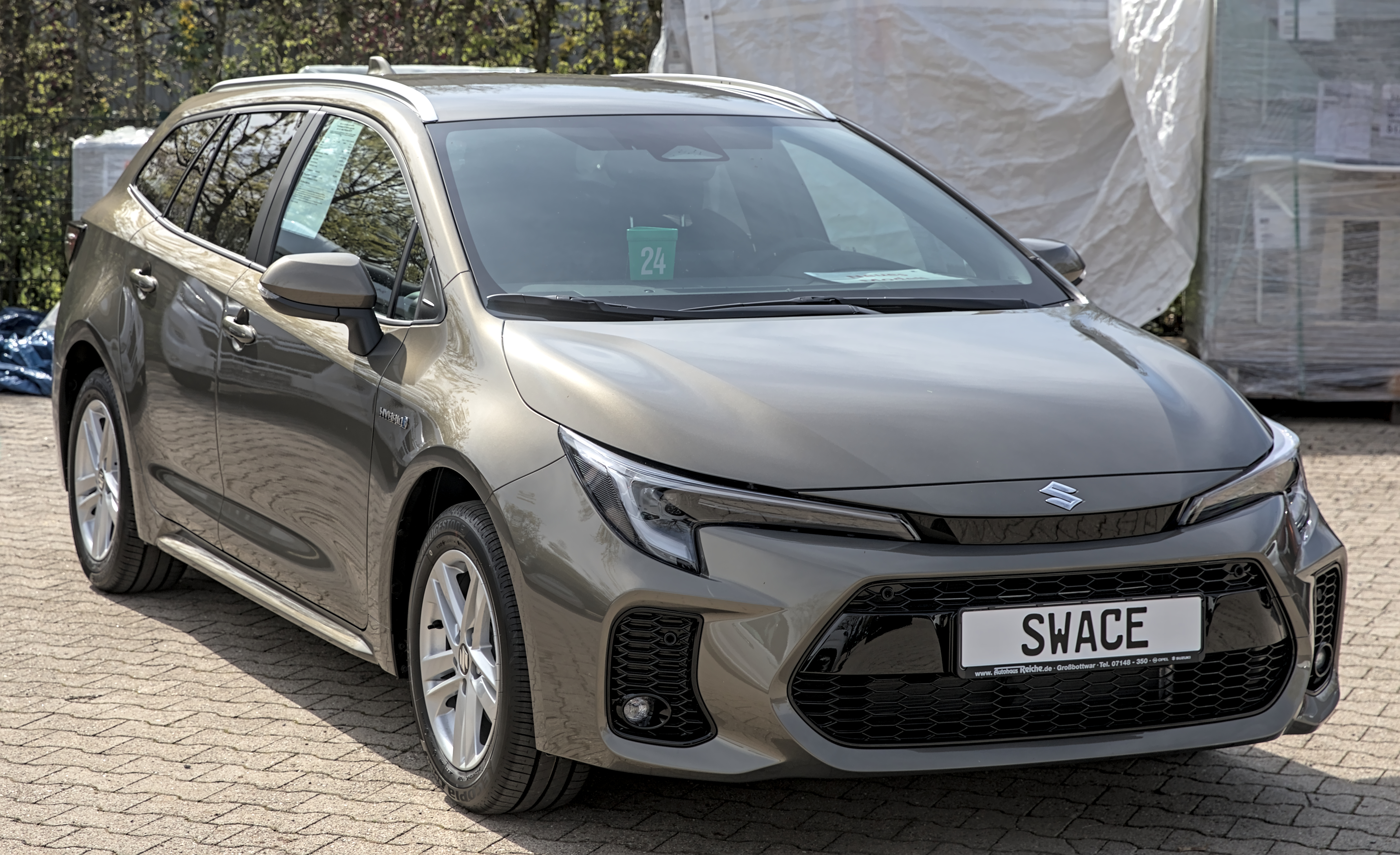
Suzuki Swace po liftingu

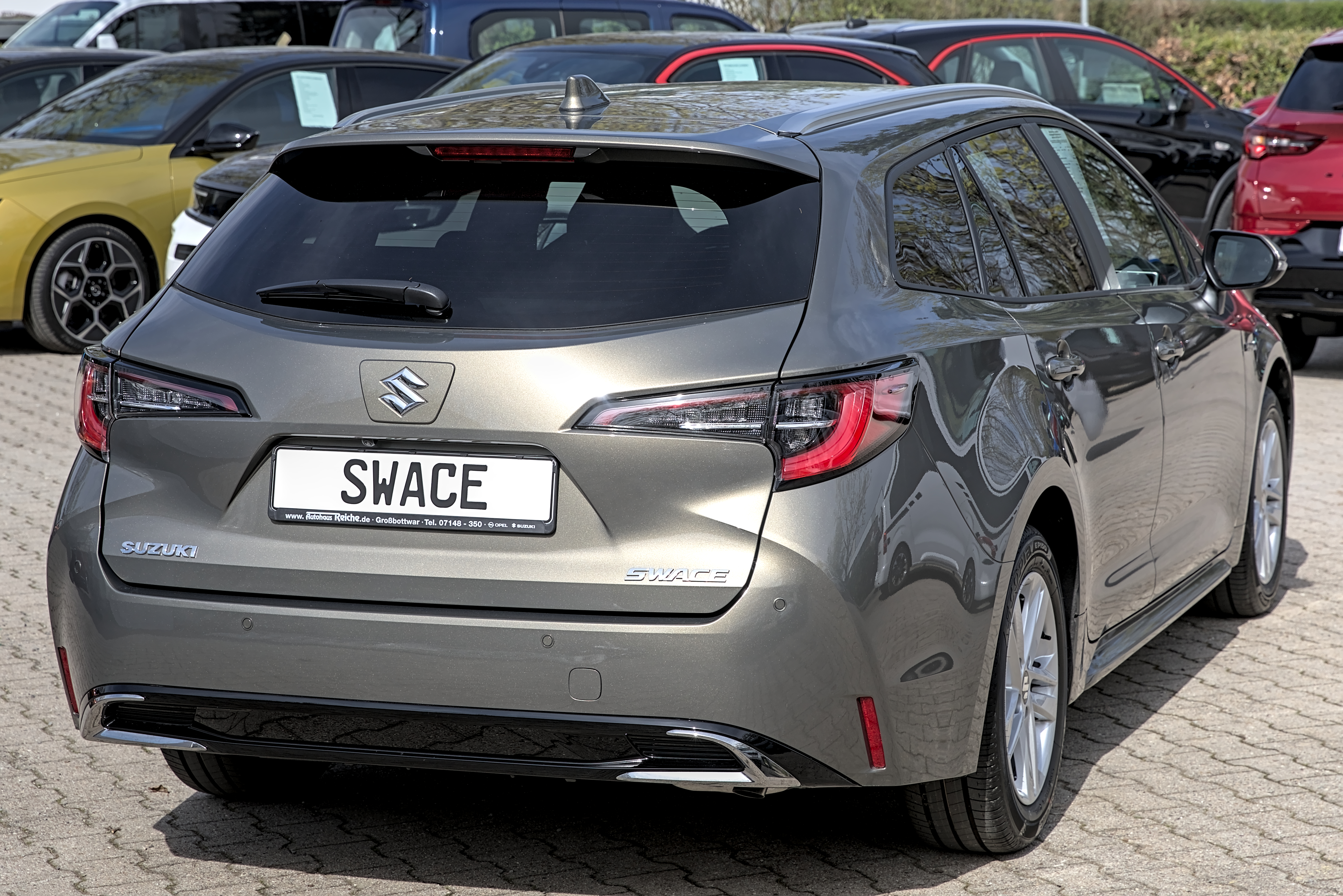
Suzuki Swace – tył po liftingu

Model Swace pojawił się w ofercie w połowie września 2020 roku jako drugi po SUV-ie Across samochód będący efektem strategicznego partnerstwa, jakie rozpoczęło Suzuki i Toyota w marcu 2019 roku. Pojazd umożliwił Suzuki obniżenie średniej emisji CO2 w gamie, jaka mierzona i regulowana jest przez organy unijne podczas dopuszczania do sprzedaży samochodów sprzedawanych na terenie Wspólnoty.
Suzuki Swace jest bliźniaczą konstrukcją wobec Toyoty Corolli w wariancie kombi o nazwie Touring Sports, odróżniając się od niej jedynie innym przednim zderzakiem. Charakteryzuje się on wyżej umieszczonym logo producenta oraz przeprojektowanym wlotem powietrza o kształcie trapezu. W przeciwieństwie do modelu Toyoty, Suzuki Swace powstało wyłącznie jako 5-drzwiowe kombi, będąc pierwszym takim samochodem w europejskiej gamie Suzuki od czasu wycofania z oferty Baleno Kombi w 2002 roku.

### Lifting
W lutym 2023 Suzuki Swace przeszło kosmetyczną modernizację, która z zewnątrz ograniczyła się do zaadaptowania nowego oświetlenia LED z bliźniaczej Corolli w reflektorach. Ponadto przemodelowany został wzór tylnego zderzaka, z kolei w kabinie pasażerskiej zastosowano nowy system multimedialny. Układ hybrydowy z 1,8 litrowym silnikiem benzynowym zyskał większą niż dotychczas moc, rozwijając już nie 122, lecz 140 KM mocy maksymalnej.

### Sprzedaż
Suzuki Swace zostało opracowane z myślą o rynku europejskim, pozostając w sprzedaży wyłącznie w tym regionie. Sprzedaż samochodu rozpoczęła się razem z większym SUV-em Across w listopadzie 2020 roku. Ceny samochodu w momencie debiutu rozpoczynały się od kwoty 103 500 złotych.

### Wersje wyposażenia
- Premium Plus
- Elegance

W wyposażeniu standardowym modelu znalazł się m.in.: system multimedialny z 8-calowym ekranem, radiem DAB, funkcją Bluetooth i przyciskami sterującymi na kierownicy. System jest kompatybilny z Apple CarPlay i Android Auto oraz MirrorLink. Na pokładzie pojawiła się też bezprzewodowa ładowarka, ogrzewanie kierownicy i przednich foteli, system klimatyzacji z funkcją wykrywania pasażerów, inteligentny tempomat z funkcją zatrzymania auta oraz asystent znaków drogowych.

### Dane techniczne
Suzuki Swace powstało wyłącznie w wariancie z napędem hybrydowym, aby ułatwić Suzuki sprostanie normom emisji CO2 obowiązującym na obszarze Unii Europejskiej. Samochód zapożyczył hybrydowy wariant napędowy, który zasila bliźniaczą Toyotę Corollę, w postaci połączenia silnika benzynowego o pojemności 1,8 litra oraz silnika elektrycznego o mocy 72 KM, wyposażonego w akumulatory litowo-jonowe o pojemności 1,3 kWh. Łączna moc układu to 122 KM.